# NGC 1862
NGC 1862 ist ein offener Sternhaufen der Großen Magellanschen Wolke im Sternbild Schwertfisch. Er wurde am 31. Januar 1835 vom britischen Astronomen John Herschel entdeckt.